# Goudmakrelen
Goudmakrelen (Coryphaenidae) vormen een familie van baarsachtige zoutwatervissen.

## Kenmerken
Beide vissen hebben een kleine kop en een enkele rugvin die over gehele lengte van het lijf loopt.
De vissen zijn 1,20 tot 2,20 meter lang en behoren tot de snelst zwemmende vissen.

## Leefwijze
Ze leven in scholen in tropische en subtropische oceanen. Ze eten kleine vissen en andere zeedieren. 

## Geslacht
Deze kleine familie bestaat uit slechts één geslacht, Coryphaena.